# -Z-
Pour les articles homonymes, voir Z.
-Z- est le pseudonyme d'un artiste tunisien dont la véritable identité n'est pas connue. Auteur du blog DébatTunisie, il s'illustre à partir de 2007 par ses caricatures acerbes contre le régime autoritaire de Zine el-Abidine Ben Ali,,.

## Naissance de -Z-
Le personnage de -Z- est créé en 2007 à travers le blog DébatTunisie en signe de protestation contre les mégaprojets planifiés aux Berges du Lac près de Tunis par des sociétés immobilières émiraties. -Z- se représente en flamant rose par sympathie pour les oiseaux migrateurs du lac.
La censure du blog de -Z- en 2008 pousse l'artiste à une attaque frontale contre le régime de Ben Ali qui tente de le démasquer et de l'arrêter pendant plusieurs années. L'arrestation en novembre 2009 de la blogueuse Fatma Arabicca (ar), accusée d'être -Z-, s'inscrit dans la politique répressive du régime contre les cyberactivistes.

## -Z- après la révolution
Après la révolution tunisienne de 2011 et malgré la chute du régime de Ben Ali, -Z- préfère garder son anonymat. Trouvant d'autres sujets pour continuer son activisme, il continue de publier ses caricatures, n'épargnant ni les nouveaux partis politiques, ni les anciens du régime qu'il appelle « les mauves ».

## Publications
- -Z-, Révolution ! Des années mauves à la fuite de Carthage, Tunis, Cérès, 2011 (ISBN 9789973197467).